# Разлогова, Наталия Эмильевна
Ната́лия Эми́льевна Разло́гова (20 октября 1956, София, Болгария) — журналистка, кинокритик и переводчица, внучка болгарского революционера Николая Разлогова, сестра известного кинокритика Кирилла Разлогова, жена журналиста Евгения Додолева, наиболее известна своими отношениями с Виктором Цоем.

## Биография
Родилась в Болгарии в семье дипломата Эмиля Николаевича Разлогова, предки со стороны отца — болгары. Дед по отцовской линии — болгарский революционер Николай Разлогов (1885—1975). Дед по материнской линии — советский дипломат Александр Бекзадян (1879—1938), армянин; бабушка со стороны матери — редактор Александра Благовещенская.
Детство провела во Франции.
Училась в Москве, окончила спец.школу №12 в Спасопесковском переулке.
В 1979 году окончила Отделение структурной и прикладной лингвистики (ОСиПЛ) филологического факультета МГУ им. Ломоносова.
Александр Липницкий говорит, что Наталию Разлогову отличала в компании киношников «богемность и эрудиция».
В 1987 году на съёмках фильма «АССА», где она работала ассистентом второго режиссёра Виктора Трахтенберга, познакомилась с Виктором Цоем, после чего между 25-летним музыкантом и 31-летней журналисткой завязывается роман. Каждое лето они отдыхали под Юрмалой у знакомых Наталии Разлоговой.
После смерти Виктора Цоя, в ноябре 1991 года вышла замуж за журналиста Евгения Додолева.
В 2020 году картины Виктора Цоя из архива Наталии были выставлены в Галерее искусств KGallery), куратором экспозиции выступил Дмитрий Мишенин; выставка продемонстрировала, что если бы музыкант не погиб в 1990 году, «он мог бы стать ещё и знаменитым художником». В одном из интервью куратор выставки пояснил, что Разлогова не будет продавать картины Цоя.

## Семья
- Муж — журналист Евгений Додолев (род. 1957)
  - В браке с Евгением в США родилось двое сыновей.
- Брат — кинокритик Кирилл Разлогов (1946—2021)
- Старшая сестра — ведущий научный сотрудник, доктор филологических наук Елена Разлогова (род. 11.02.1948), преподает на филологическом факультете МГУ[8][9].

## Видеография
- Интервью Сергею Шолохову на фестивале «Золотой Дюк» (с Виктором Цоем), 1988 г.
- Интервью в передаче «Музобоз».
- Французский документальный фильм (отрывки показаны в передаче «Еловая субмарина», само интервью Наталия давала на французском языке у стены Цоя на Арбате осенью 1990 года).
- Интервью в передаче Кирилла Разлогова «Культ Кино» перед показом «Иглы».
- Автор фильма «Цой — „Кино“» (Первый канал) к 50-летию Виктора Цоя[10], в котором ею обнародована «ранее никогда не издававшаяся» песня Цоя «Атаман»[11][12][13][14].

## Публикации
Статьи
- «Невидимыми нитками шьет „Игла“ саван псевдомолодёжному кино» (опубликовано в Сборнике Союзинформкино «Думайте о рекламе», выпуск 6, 1988 г.) — рецензия на фильм «Игла»
- «Звезда по имени Кино», «Музыкальная правда» № 25, август 2005

Переводы
- «Истекший срок рока», «Новый взгляд» № 2, март 2010 (автор — Ж. Бастенер, пер. с французского Н. Разлоговой)
- «Цой во плоти» (автор — Ж. Бастенер) «Музыкальная правда», № 11, июнь 2011